# Zarodki pszenne
Zarodki pszenne – zarodki z nasion pszenicy, zwykle pszenicy zwyczajnej, ale również z żyta. Mają znaczną wartość odżywczą, gdyż zawierają m.in. dużo mikroelementów, są bogatym źródłem związków biologicznie aktywnych. Związki te wykazują właściwości przeciwutleniające, zależne od ich struktury chemicznej. Potencjał przeciwutleniaczy o wysokim ciężarze molekularnym ziarniaków obejmuje polisacharydy i białka.